# Ислам хадари
Ислам хадари (малайск. Islam Hadhari — цивилизованный ислам) — концепция, выдвинутая премьер-министром Малайзии Абдуллой Бадави. Подразумевает отмежевание от «исламского терроризма».

## Принципы
Ислам хадари включает десять основных принципов:
1. вера в Аллаха и преданность ему
2. справедливое и достойное доверия правительство
3. свобода и независимость людей
4. освоение современных знаний
5. сбалансированное и всестороннее экономическое развитие
6. достойная жизнь для всех
7. защита прав меньшинств и женщин
8. повышение культуры и высокой нравственности
9. защита окружающей среды
10. эффективная оборонительная политика[1][2].

Ислам хадари рассматривается как одно из средств поддержания расовой гармонии и религиозной толерантности в многонациональном обществе. По словам самого Абдуллы Бадави, Ислам хадари — это создание новой цивилизации. Качество жизни должно улучшаться через строительство человека, осваивающего современную науку и технику. Реализация концепции по существу стала триумфом «умеренных» сил в исламе Малайзии и имела большое влияние на весь регион в целом, включая ближайшего соседа Индонезию. Партии мусульманской направленности в этой стране, как заявлял ректор Исламского университета Западной Суматры Азюмарди Азра, учли опыт Малайзии и заинтересованно обсуждают концепцию Ислам хадари, рассматривая её как один из способов покончить с представлением о тождестве ислама и терроризма. Ведь после событий 11 сентября 2001 года, репутация «умеренного и толерантного ислама», которым славился регион Юго-Восточной Азии, оказалась подмоченной участием некоторых радикальных лиц в сети международного терроризма.
Для многонациональной Малайзии, где кроме малайцев-мусульман (61,3 %), проживает значительная прослойка выходцев из Китая и Индии, исповедующих другие религии, концепция Ислам хадари явилась наилучшим способом поддержания расовой гармонии и религиозной толерантности.